# Världarnas krig (2005)
För andra betydelser, se Världarnas krig (olika betydelser).
Världarnas krig (engelska: War of the Worlds) är en amerikansk science fiction-film från 2005, regisserad av Steven Spielberg. Den hade biopremiär i USA den 29 juni 2005. och baserad på H. G. Wells bok Världarnas krig från 1898.

## Handling
Ray Ferrier (Tom Cruise) är frånskild och bor i New Jersey. Den helg när det är hans tur att ta hand om sina och exhustruns (Miranda Otto) barn Rachel (Dakota Fanning) och Robbie (Justin Chatwin) inträffar konstiga åskväder på olika platser i världen. Från ett kolsvart moln över New Jersey slår det ner blixtar i en korsning inte långt från Rays hus och snart börjar jorden att skaka. Från underjorden reser sig en märklig maskin som uppenbarligen har legat begravd där i hundratals år. Maskinen förflyttar sig på tre långa ben och går strax till anfall mot människorna med en stråle som upplöser den som blir träffad i atomer.
Det märkliga åskvädret har inneburit en elektromagnetisk puls som slagit ut all elektronik, inklusive alla bilar, men Ray Ferrier lyckas få tag i en fungerande bil och han och hans barn lämnar New Jersey i ilfart för att ta sig till deras mammas hus. Hon och hennes nye make är dock inte där utan har rest till hennes mamma i Boston. Det mesta är ändå sig likt i kvarteret men de tre övernattar i källaren. Under natten börjar det åska, marken skakar som om det pågick strider utanför. När Ray undersöker kvarteret på morgonen visar det sig att ett passagerarplan har havererat utanför huset. Av två journalister får han veta att det finns märkliga maskiner, tripoder, över hela världen, och att dessa har en slags sköld som gör dem osårbara mot militära angrepp.
De fortsätter sin bilfärd men i Athens, New York, stoppas de av en mobb som kräver att få bilen. De tvingas lämna bilen och tar sig ned till Hudsonfloden där det finns en färja som kan ta dem över floden. Vid stranden finns en stor mängd panikslagna människor som kräver plats på färjan. Den fylls snabbt med passagerare men när färjan lagt ut anfalls den av en utomjordisk maskin som välter färjan och suger upp många av de simmande människorna in i maskinens inre.
Ray och hans barn lyckas ta sig in till stranden och fortsätter till fots. De hamnar mitt i en eldstrid mellan armén och utomjordingarna och Robbie kräver att få slåss mot dem. Ray tvingas välja mellan att stoppa honom och rädda dottern Rachel från att bli bortförd av en kvinna och en man. Snabbt är Robbie försvunnen och det verkar snabbt som att armén inte har någon chans och att Robbie har dött i den efterföljande eldstormen.

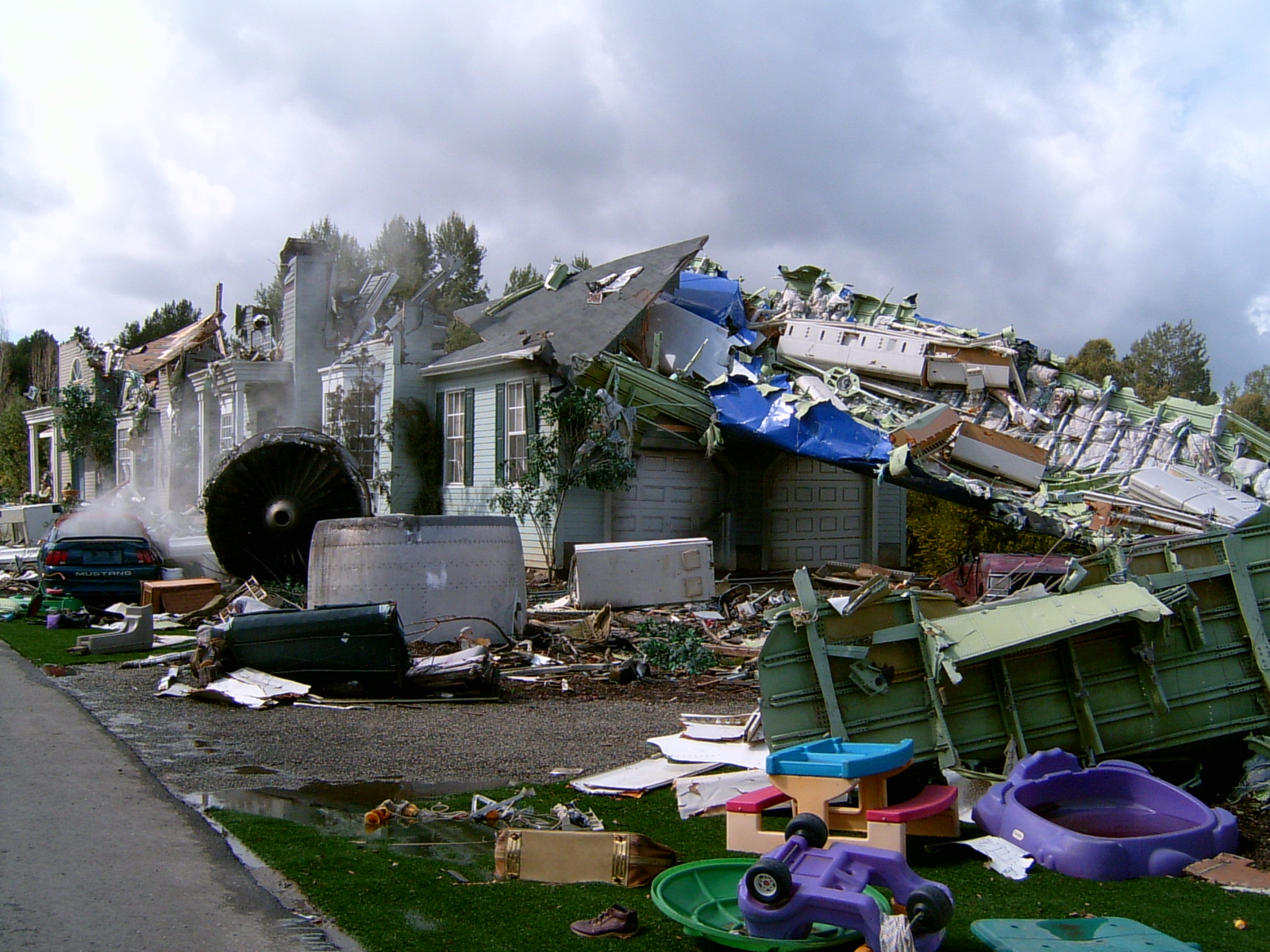
Inspelningsplats på Universal Studios Hollywood, för scenen när flygplanet havererar i villakvarteret.

Ray och Rachel gömmer sig i källaren hos Harlan (Tim Robbins) som förklarar att han har gott om proviant och att han tänker bekämpa utomjordingarna så gott han kan. Harlan har storhetsvansinne och tänker gräva en tunnel in till närmaste stad. När en robot kommer till källaren för att undersöka den håller Harlan på att röja de tres existens och när tre utomjordingar kort därefter undersöker källaren försöker han skjuta dem med ett gevär. Ray och Harlan börjar slåss om geväret. Som tur är lämnar de tre utomjordingarna källaren innan de upptäcker människorna.
För att skydda sig och sin dotter slår Ray ihjäl Harlan. Efter att ha somnat kommer ytterligare en robot till källaren och Ray anfaller den med en yxa. Av rädsla springer Rachel ut från källaren och upptäcker ett slags rött ogräs som utomjordingarna har planterat och som de behöver människoblod för att ge näring. Ray får tag i ett bälte med spränghandgranater men de två upptäcks av en tripod och dras ombord. Där finns andra infångade människor ombord men med deras hjälp lyckas Ray spränga tripoden i bitar så att de kan komma undan.
De fortsätter mot Boston. Även där växer det röda ogräset men Ray märker att det håller på att vissna, som om det var angripet av sjukdom. En av tripoderna står lutad orörlig mot en byggnad och en annan tripod verkar bete sig konstigt. Den saknar skyddssköld och de soldater som finns där använder granatgevär för att spränga den. Tripoden faller till marken och ur vad som verkar vara förarhytten kryper en utomjording som dör inför deras ögon.
Ray och Rachel fortsätter mot mormors hus i Boston där de kan återförenas med barnens mamma, hennes föräldrar samt Robbie. En berättarröst berättar att utomjordingarna stoppades av bakterier mot vilka människan är immun.

## Rollista (i urval)
- Tom Cruise — Ray Ferrier
- Miranda Otto — Mary Ann Ferrier
- Tim Robbins — Harlan Ogilvy
- Dakota Fanning — Rachel Ferrier
- Justin Chatwin — Robbie Ferrier

## Om filmen
- Filmen började spelas in i november 2004.
- I Sverige satte Statens biografbyrå en 15-årsgräns på grund av att filmen visar massakrer på panikslagna människor. Men fallet togs upp av Kammarrätten som upphävde beslutet och sänkte åldersgränsen till elva år.[3]

## Andra versioner
Historien har filmatiserats flera gånger tidigare, bland annat redan 1953 (Världarnas krig av Byron Haskin). Orson Welles gjorde en berömd radiodramatisering av den 1938. Det finns även tolkning i form av ett konceptalbum – 1978 gav Jeff Wayne ut dubbelalbumet The War of the Worlds med bland annat Richard Burton i en av rollerna.